# Go the Distance
Go the Distance ist ein Lied aus dem Film Hercules von 1997. Es wurde geschrieben von Alan Menken (Musik) und David Zippel (Text).

## Einsatz im Film
Hercules fühlt, dass er nicht ist, wo er hingehört. Er nimmt sich vor, herauszufinden, wo das ist, und dort hinzugelangen, egal wie weit er dazu zu gehen hat. Als er erfährt, dass er ein Findelkind ist, aber eine Verbindung zu Zeus hat, geht er zu dessen Tempel. Das Lied wird gesungen von Roger Bart, der den Gesang des jungen Hercules übernahm. Die deutschsprachige Version heißt Ich werd’s noch beweisen und wird gesungen von Fredrik Lycke.
Die Reprise begleitet Hercules und Pegasus auf dem Weg zu Phil. Gesungen wird auch sie von Roger Bart bzw. in der deutschsprachigen Version von Fredrik Lycke.

## Auszeichnungen
Go the Distance war für den Oscar und den Golden Globe nominiert, jeweils in der Kategorie Bester Filmsong. Das Lied war auch nominiert für den OFTA Award in der Kategorie Bester Originalsong. Bei jeder dieser Nominierungen verlor das Lied gegen My Heart Will Go On aus dem Film Titanic.

## Coverversionen
Wie in Disneyfilmen zu dieser Zeit üblich, wurden Coverversionen der Lieder bereits im Abspann des Films gespielt und als Singles veröffentlicht, wie die Coverversion von Michael Bolton. Die Single schaffte es ab dem 7. Juni 1997 für 20 Wochen in die US-amerikanischen Charts und erreichte dabei Platz 24. In die britischen Charts kam sie am 8. November 1997, blieb dort für vier Wochen (zwei weitere folgten im Januar 1998) und erreichte dabei Platz 14.
Weitere Coverversion sind von Ricky Martin mit dem Titel No importa la distancia, Mannheim Steamroller, Harrison Craig, David Bustamante (Titel: No importa la distancia), K-Ci & JoJo und Lucas Grabeel. In der Version des A-cappella-Quartetts Vocal Spectrum wurde Go the Distance im Jahr 2009 zum besten Barbershop-Lied gewählt.